# سوريا في الألعاب الأولمبية الصيفية 1988
شاركت سوريا في الألعاب الأولمبية الصيفية 1988 في سيؤول، كوريا الجنوبية.

## مقالات ذات صلة
- الوطن العربي في الألعاب الأولمبية الصيفية 1988